# Heterospathe minor
Heterospathe minor är en enhjärtbladig växtart som beskrevs av Karl Ewald Maximilian Burret. Heterospathe minor ingår i släktet Heterospathe och familjen Arecaceae. Inga underarter finns listade i Catalogue of Life.